# Cololabis
Las papardas del Pacífico son el género Cololabis, peces marinos de la familia escomberesócidos, distribuidos por el océano Pacífico. Tienen el cuerpo muy alargado y color plateado.

## Especies
Existen dos especies válidas en este género:
- Cololabis adocetus (Böhlke, 1951) - Brincador o Sauri.
- Cololabis saira (Brevoort, 1856) - Paparda del Pacífico o Sauri.